# Бекетов, Николай Николаевич
Никола́й Никола́евич Беке́тов (родился 1 [13] января 1827 года, с. Бекетовка, Пензенский уезд, Пензенская губерния, Российская империя — умер 30 ноября [13 декабря] 1911 года, Санкт-Петербург, Российская империя) — русский химик, один из основоположников физической химии и химической динамики, заложил основы принципа алюминотермии, металлург. Академик Петербургской АН (1886), тайный советник (1890).
Брат ботаника и педагога А. Н. Бекетова, отец академика архитектуры А. Н. Бекетова (1862—1941), значительно изменившего архитектурный облик Харькова, автора многих построек в Крыму и на юге России, крымского винодела Н. Н. Бекетова и химика В. Н. Бекетова.

## Биография
Родился 1 (13) января 1827 года в Пензенской губернии, в селе Бекетовка своего отца, морского офицера Николая Алексеевича Бекетова.
Учился в Первой Санкт-Петербургской гимназии; в 1844 году поступил в Императорский Санкт-Петербургский университет, но с третьего курса перевелся в Казанский университет, который окончил в 1848 году со степенью кандидата естественных наук.
В конце зимы — начале весны 1846 года Н. Н. Бекетов вместе со своими братьями Алексеем и Андреем организовал литературно-философский кружок, где всегда «слышался негодующий порыв против угнетения и несправедливости», который посещали поэт А. Н. Майков, критик В. Н. Майков, Ф. М. Достоевский, А. Н. Плещеев, врач С. Д. Яновский, Д. В. Григорович и др. С осени 1846 года до февраля 1847 года участники этого кружка жили на одной квартире в складчину, составив «ассоциацию», которая распалась после отъезда Бекетова в Казань.
Окончив Казанский университет, переехал в Санкт-Петербург, где стал заниматься у Н. Н. Зинина. В 1853 году в Петербургском университете защитил магистерскую диссертацию на тему «О некоторых случаях химического сочетания и общие замечания об этих явлениях». Работал в университете лаборантом у профессора П. А. Ильенкова.
С 1855 года — адъюнкт химии в Харьковском университете, в 1859—1887 годах профессор университета. В 1858—1859 годах посещал университеты Франции, Германии, Лондона; присутствовал на лекциях и в лаборатории Р. В. Бунзена; участвовал в опытах над кремневодородистым газом Ф. Велера; познакомился с Ф. А. Кекуле. Был избран членом Парижского химического общества.
В сентябре 1860 года состоялось значительное событие в жизни и развитии химической науки — Первый Международный конгресс в Карлсруэ. В нём приняли участие Н. Н. Бекетов, Д. И. Менделеев, Н. Н. Зинин. В 1861 году Николай Николаевич женился на Елене Карловне Мильгоф, дочери екатеринославского аптекаря.
28 марта 1865 года Н. Н. Бекетов защитил докторскую диссертацию «Исследования над явлениями вытеснения одних металлов другими». С этого года впервые в Харьковском университете стал читаться курс физико-химии. В 1864 году Бекетов обратился в Совет Харьковского университета с предложением об открытии физико-химического отделения и в том же году оно было открыто.
В 1868 году Императорский Новороссийский университет пригласил его к себе, но это предложение не было принято. С 1877 года Бекетов — член-корреспондент Академии наук. В 1880 году стал лауреатом Ломоносовской премии и в сентябре этого же года он был переизбран заслуженным профессором Харьковского университета; в 1885 году снова переизбран на 5 лет.
В 1886 году в связи с избранием в Петербургскую академию наук, переехал в Санкт-Петербург, где возглавил академическую химическую лабораторию. Также преподавал на Высших женских курсах. В 1887—1889 годах преподавал химию наследнику цесаревичу Николаю Александровичу, будущему императору Николаю II. В 1889—1909 годах читал в Московском университете курс «Основные начала термохимии». В Петербурге учёный проработал 25 лет, до дня своей смерти, 30 ноября (13 декабря) 1911 года.
Владелец имения в Профессорском уголке на Южном берегу Крыма, где он любительски занимался виноградарством и виноделиеми, а его сын, также Николай Николаевич стал профессиональным виноделом.
Был похоронен на Смоленском кладбище в Санкт-Петербурге на Полкановской дорожке, уч.176, в 1980 году «перенесен на поребрик с надписью „место Зиморовской“» на Поперечной дорожке, уч. 238. Фото памятника на Поперечной дорожке.

## Научные исследования
Научные исследования Н. Н. Бекетова можно подразделить на 3 этапа:

### Исследования в Петербурге (1849—1855)
Под руководством Н. Н. Зинина были получены первые соединения класса моноуреидов. Бекетов защищает магистерскую диссертацию на тему «О некоторых случаях химического сочетания и общее замечания об этих явлениях». Выделяет новые химические соединения, исследует возможности и факторы, ведущие к их образованию.

### Исследования в Харькове (1855—1887)
Став во главе кафедры, Бекетов получает полную свободу действий для будущих исследований. Так он открыл вытеснение металлов из растворов их солей водородом под давлением и установил, что магний и цинк при высоких температурах вытесняют другие металлы из их солей. В 1859—1865 годах показал, что при высоких температурах алюминий восстанавливает металлы из их оксидов. Позднее эти опыты послужили отправной точкой для возникновения алюминотермии. Исследует зависимость химических свойств элементов от физических (относительной атомной массы, радиуса), от их связи с атомно-молекулярной механикой. В результате проведённых работ в 1865 году Н. Н. Бекетов защитил докторскую диссертацию на тему «Исследования над явлениями вытеснения одних элементов другими». Составленный учёным ряд вытеснения металлов соответствует электрохимическому ряду напряжения.
В 1879 году профессор проводит эксперименты для вычисления теплоты образования оксидов. Он впервые выделяет безводные оксиды щелочных металлов, описывает их свойства. За эту работу он был удостоен премии Ломоносова.

### Исследования в Петербурге (1887—1911)
В Петербурге, в академической лаборатории ученый продолжает эксперименты с оксидами щелочных металлов.
В 1887 году Н. Н. Бекетов получает рубидий из его оксида, восстанавливая алюминием. В 1893 году получил цезий восстановлением из его оксидного соединения водородом. В 1898—1900 годах, воздействуя на металлы галогенами, производит расчёт теплоты образования галоидов металлов.
В 1902 году Н. Н. Бекетов вместе с сыном Владимиром Николаевичем, исследуют обмен галоидных солей в расплаве. Это был последний большой эксперимент Н. Н. Бекетова.
В 1908 году в Петербурге ученый опубликовал статью «Об энергии элементов», где впервые выдвинул предположения о возможности разложения атома. Эти предположения легли в основу атомной энергии.

## Педагогическая деятельность
Работая в Харьковском университете, ученый, наводит порядок в лабораториях, зарождает интерес к научной работе у студентов. В 1858 году научно-исследовательская работа его ученика была удостоена золотой медали.
Огромной заслугой Бекетова является развитие физической химии, как самостоятельной научной и учебной дисциплины. Ещё в 1860 году в Харькове Бекетов читал курс «Отношение физических и химических явлений между собой», а в 1865 — курс «Физическая химия». В учрежденном по предложению Бекетова в университете физико-химическом отделении (1864) наряду с чтением лекций по физике, математике, механике, минералогии, кристаллографии, был введён практикум по физической химии и проводились физико-химические исследования. Учениками Бекетова были А. П. Эльтеков, Ф. М. Флавицкий, И. П. Осипов, Н. А. Черная, В. Ф. Тимофеев и другие. Были созданы лаборатории для газового анализа и физико-химических методов анализа. Отделение физикохимии было закрыто после введения нового университетского устава в 1884 году, а последний выпуск состоялся в 1888 году.
В 1886 году было опубликовано литографическое издание лекций Н. Н. Бекетова по «физико-химии».

## Общественная деятельность
В 1854 году принимает участие в образовании первого химического кружка — предшественника русского химического общества. В кружке состояли: Н. Н. Зинин, Д. И. Менделеев, А. А. Воскресенский и другие великие химики.
В 1860 году участвует в Первом Международном Химическом Конгрессе в Карлсруэ.
С 1872 года Н. Н. Бекетов — организатор «Общества опытных наук». Здесь проходили как доклады самого учёного, так и специальные заседания. В Харьковском университете профессор раз в неделю читал публичные лекции по химии.
Он основатель Харьковского общества распространения в народе грамотности и оказания пособия нуждающимся студентам университета. Он проводил платные лекции, сбор от которых поступал в фонд общества.
Н. Н. Бекетов состоял в составе комиссии по водопроводам, газу.
Он был первым председателем Харьковского отделения русского технического, учредителем Харьковского фармацевтического общества, инициатором открытия Харьковской публичной библиотеки.
В 1889—1909 годах Н. Н. Бекетов — президент Русского физико-химического общества, способствовал изданию обществом своего журнала; основоположник Менделеевского съезда.
В 1907 году — Председатель I Менделеевского съезда.

## Почести и награды
- С 1877 года — член-корреспондент Академии наук.
- В 1880 году стал лауреатом Ломоносовской премии.
- В 1888 году избран почетным членом Совета Харьковского университета.
- С 1903 года почётный член Русского физико-химического общества при Петербургском университете.

## Сочинения
- «В память 50-летия учёной деятельности Николая Николаевича Бекетова» — Харьков, 1904 (ряд работ Бекетова и список трудов).
- «Речи химика, 1862—1903». — СПб., 1908.

## Интересные факты
Химическая лаборатория Казанского университета, где учился будущий ученый, состояла из двух рабочих столов и калильных печей, одной большой печи, песчаной бани без тяги. Опыты, требующие тяги, выполнялись на улице, в любой сезон года.
В 1853 году отец уговаривал Николая Николаевича перейти на более обеспеченную работу и отказывал в какой-либо материальной поддержке. Но, ведомый любовью к знанию, Николай Николаевич устремился в мир науки.

## Личные качества
Н. Н. Бекетов поражал всех своим добродушием, доверием, скромностью, пониманием. Он принимал экзамены у студентов в химической аудитории, задавая несложные вопросы. Никто из студентов не хотел ставить под сомнение доверие профессора, все старались заниматься хорошо.

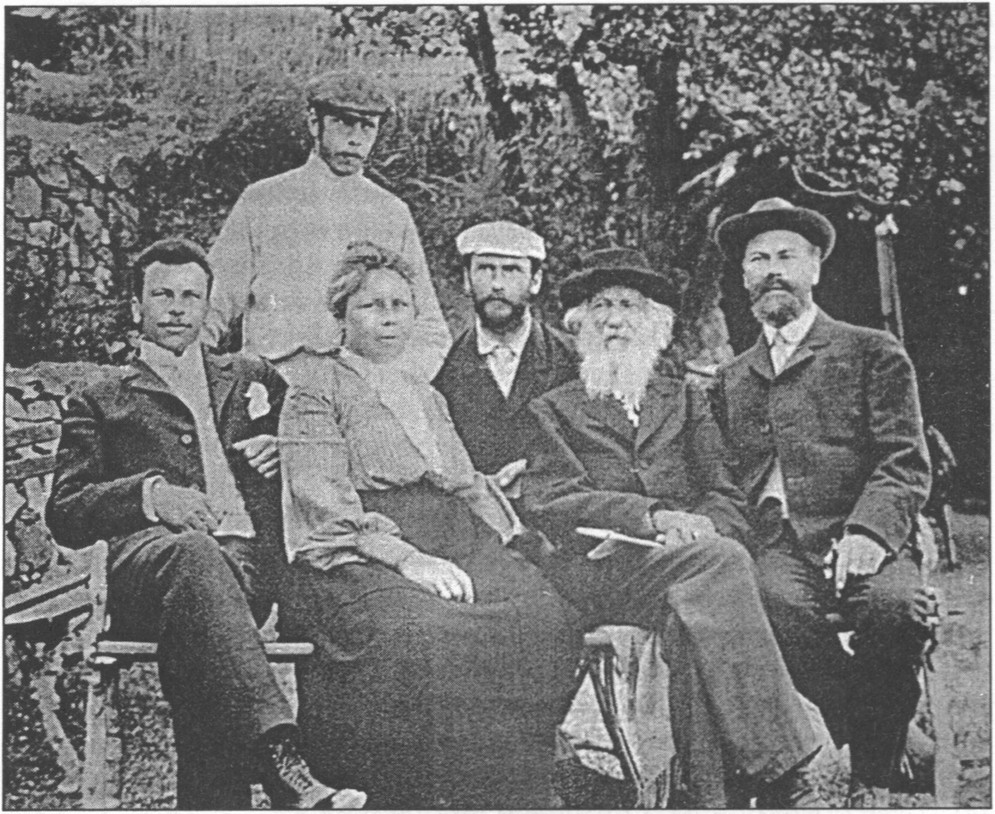
Семья Бекетовых в Алуште, Профессорский уголок. С бородой Николай Николаевич старший, дети, крайний слева Николай, крайний справа Алексей

«Бекетов является одним из оригинальных и ярких представителей физической химии в России. Учёный, который сам наметил себе своеобразный новый путь и неустанно шел по нему всю свою жизнь. Если его идеи не произвели должного влияния, то главным образом потому, что еще не настало время атомно-молекулярной механики. Когда же это время настанет, то тогда озарится ярким светом и прозорливость Николая Николаевича, и значение его научных заслуг», — В. Ф. Тимофеев, ученик Н. Н. Бекетова.
«Не знаю, были ли у Н. Н. враги, но знаю, что ни разу не слышал дурного отзыва о той или иной деятельности Н. Н. Бекетова, имя которого будет стоять в истории науки рядом с именами Д. И. Менделеева и А. М. Бутлерова и будет занесено золотыми буквами в историю науки в России», — И. А. Каблуков.
«Славна деятельность тех, которые в момент упадка волны, во время малого интереса к данному объекту исследования, умеют предвидеть ещё невысказанное и далеко смотреть вдаль, открывая своими трудами зарю светлого будущего. Такие деятели не всегда понятны современниками, труды их большей частью не бывают в достаточной мере оценены, но тем более заслуживают они уважения и удивления. К таким-то научным работникам принадлежит Николай Николаевич Бекетов…» — доклад В. В. Курилова.

## Семья
В 1860 году Н. Н. Бекетов получил при университете квартиру. В 1861 году он женился на Елене Карловне Мильгоф, дочери екатеринославского аптекаря. В 1862 году у них родился первый сын Алексей, потом дочь Екатерина, сыновья Николай, Владимир, Пётр.
Алексей Николаевич Бекетов, стал крупным архитектором, академиком архитектуры. Построил несколько десятков зданий, по праву считающихся украшением Харькова и ряда других городов.
Второй сын, Николай Николаевич Бекетов, стал виноделом, купил в Крыму имение Болгатур в районе Гурзуфа и стал производителем марочных вин.
Третий сын, Владимир Николаевич Бекетов (1872—1921), химик, работал в Петербурге с отцом, в годы Первой мировой войны ставил производство йода и брома в Саках в Крыму.
Четвёртый сын, Пётр Николаевич Бекетов, морской офицер, служил в торговом порту Пернов.

## Адреса в Петербурге
- 1891—1911 — 8-я линия Васильевского острова, 17[24].

## Память
- В честь Николая Николаевича Бекетова назван кратер на Луне.
- На доме по адресу 8-я линия, 17 в 1955 году была установлена мраморная[25] мемориальная доска с текстом: «В этом доме с 1892 по 1911 год жил и работал выдающийся русский химик Николай Николаевич Бекетов»[26].
- В честь Николая Николаевича и его брата Андрея Николаевича в 2017 году в Санкт-Петербурге назвали улицу на Васильевском острове.
- Харьковский университет устраивает Бекетовские чтения в мае месяце каждого года.